# Bảo Lộc
Bảo Lộc ist eine Stadt in der Provinz Lâm Đồng in Vietnam. Sie ist Teil des Zentralen Hochlands in Südvietnam. Die bezirksfreie Stadt Bảo Lộc hatte 2009 eine Einwohnerzahl von 153.362. Die Stadt hat seit 2010 das Stadtrecht und besitzt den Status einer Provinzstadt der 3. Klasse. Die Stadt ist gegliedert in 6 Wards und 5 Gemeinden.

## Wirtschaft
Der Tourismus spielt eine zunehmende wirtschaftliche Rolle. 2017 wurde die Stadt von über 700.000 Touristen besucht. In der Umgebung der Stadt wird Grüner Tee angebaut.

## Söhne und Töchter
- Dominic Hoàng Minh Tiến (* 1969), römisch-katholischer Geistlicher, Bischof von Hưng Hóa

## Galerie

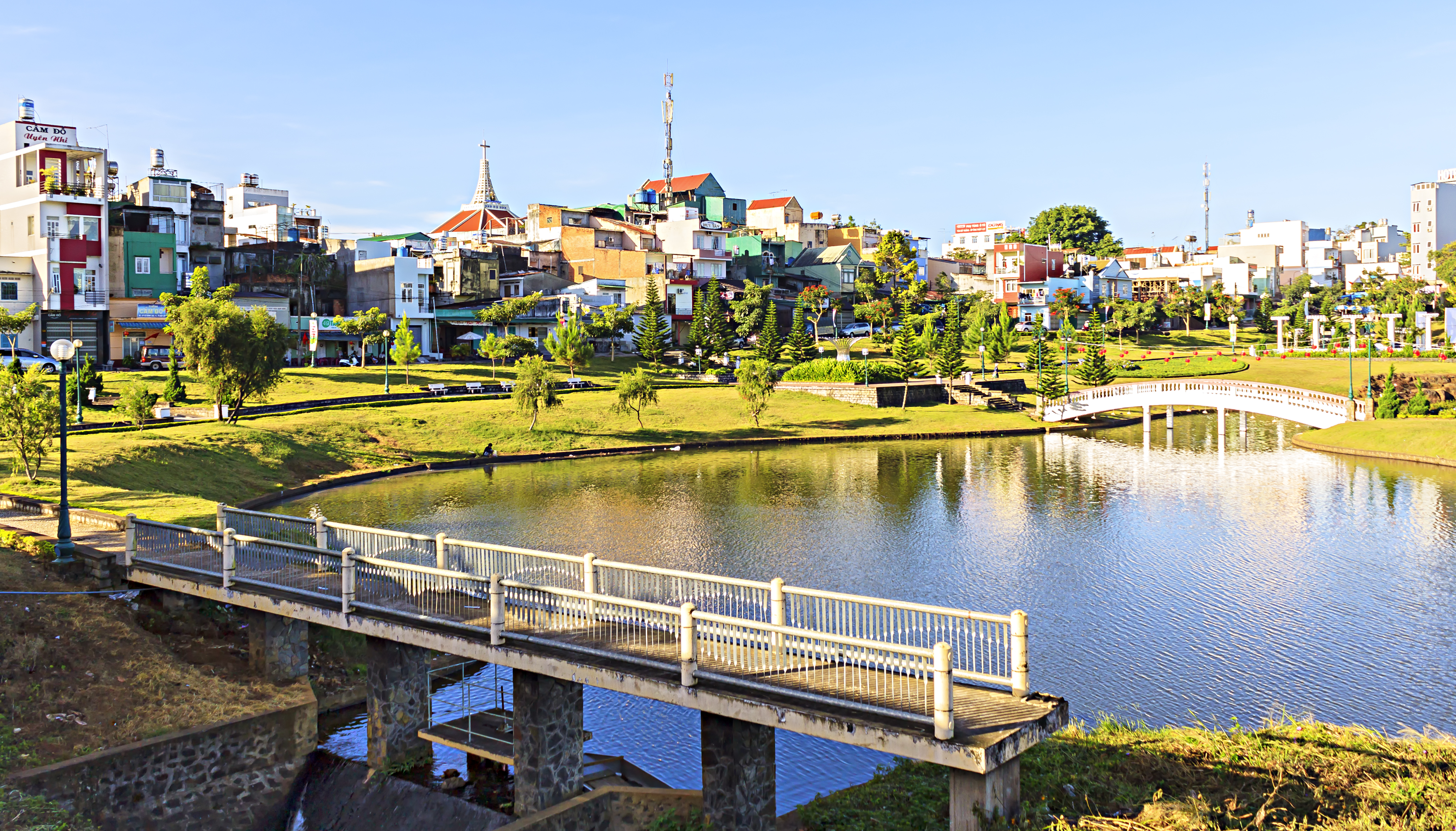
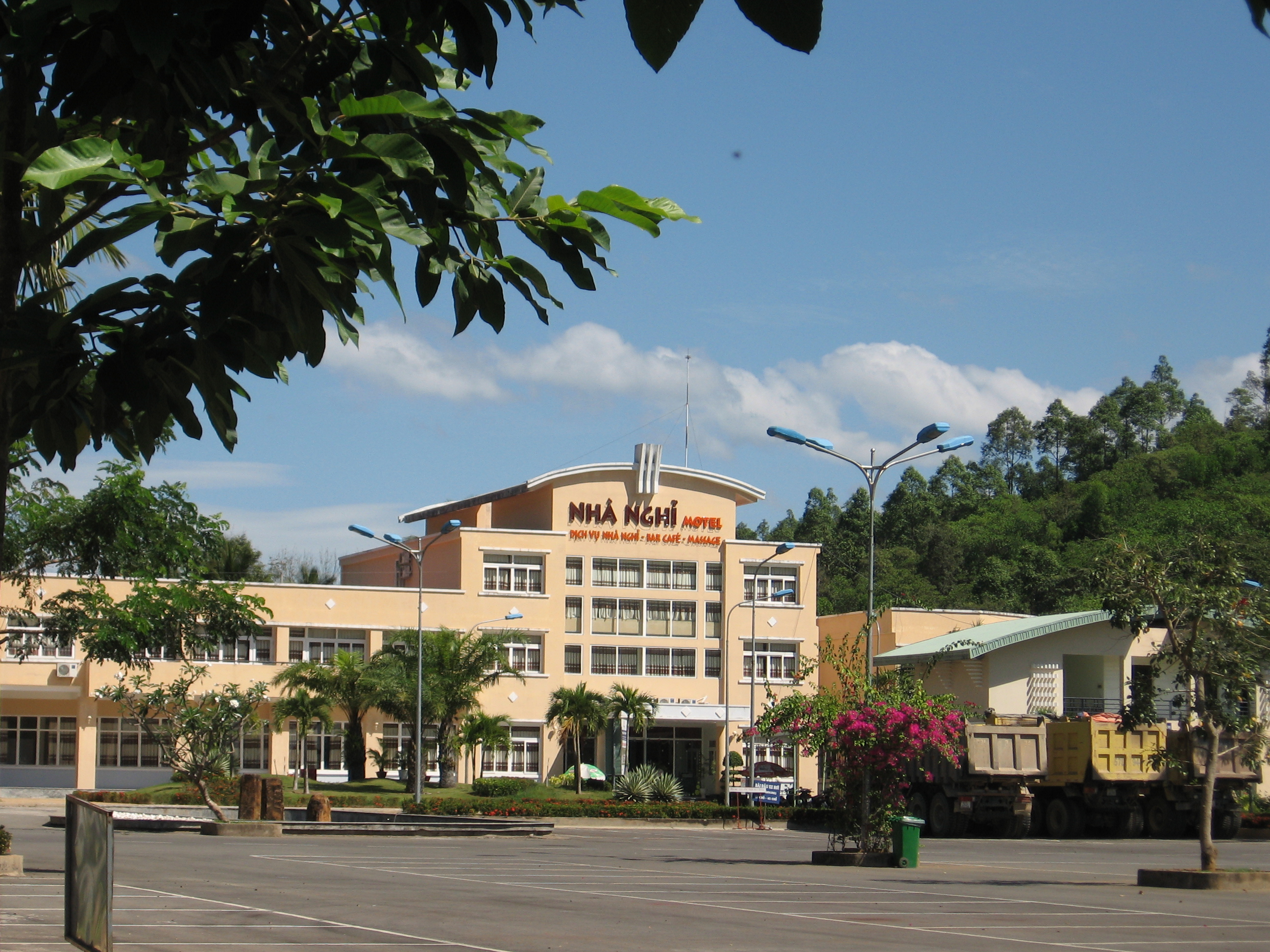
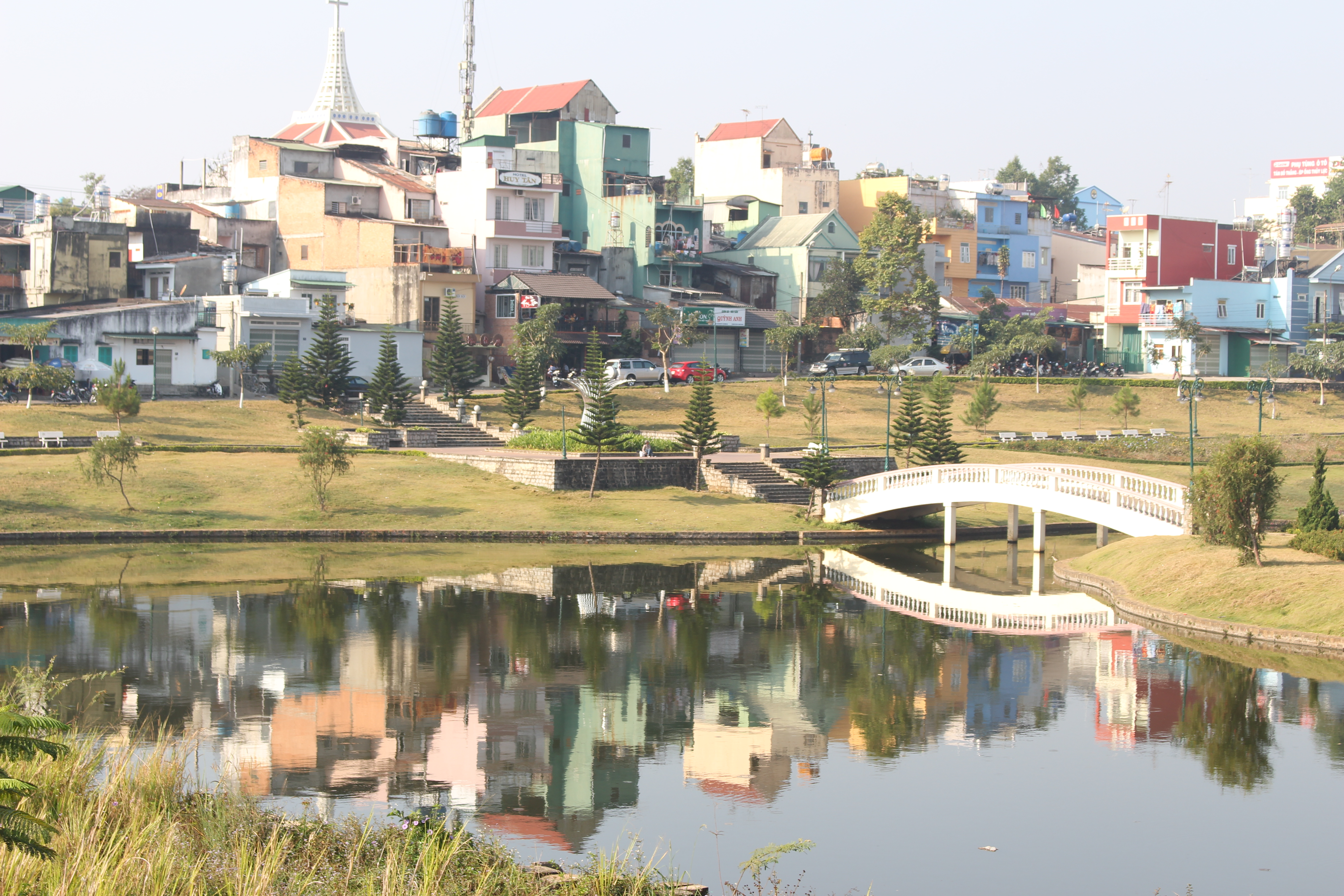